# مبارزه، زاتوایچی، مبارزه
مبارزه، زاتوایچی، مبارزه (به ژاپنی: 座頭市血笑旅 Zatōichi kesshō-tabi) فیلمی در ژانر ماجراجویی به کارگردانی کنجی میسومی است که در سال ۱۹۶۴ میلادی اکران شد. از بازیگران آن می‌توان به شینتارو کاتسو اشاره کرد.